# 32-ге серпня на Землі
«32-ге се́рпня на Землі́» (фр. Un 32 août sur terre) — канадський драматичний фільм 1998 року, режисера і сценариста Дені Вільнева, його дебютний повнометражний режисерський фільм, продюсером якого виступив Роджер Фрап'є. Кінострічка була показана під час секції «Особливий погляд» Каннського кінофестивалю 1998 року. Алексіс Мартін отримав премію Prix Jutra за «Найкращу чоловічу роль». Фільм був обраний як канадська заявка за «Найкращий фільм іноземною мовою» на 71-й церемонії вручення, проте не був номінований.

## Сюжет
Після аварії на шосе фотомодель Сімона (Паскаль Бюсс'єр) вирішує, що зачаття дитини від свого найкращого друга Філіппа (Алексіс Мартін) — єдиний спосіб наповнити своє порожнє життя сенсом. Філіпп неохоче погоджується з умовою, що зачаття відбудеться в пустелі.

## Акторський склад
- Поль Баяржон[en] — лікар в лікарні;
- Еммануель Білодо[en] — найкращий друг Філіппа;
- Паскаль Бюсс'єр — Сімона Прево;
- Р. Крейг Костін — найманий водій автомобіля;
- Джоанна Коте — Моніка;
- Фредерік Десагер — Стефан;
- Естель Ессе — продавець шкіряного магазину;
- Лі К. Фоберт — водій автомобіля в Солт-Лейк-Сіті;
- Венеліна Гіауров — медсестра;
- Річард С. Гамільтон — водій таксі;
- Марк Жанті — Жанв'є;
- Алексіс Мартін — Філіпп;
- Евелін Ромпре[en] — Джульєтта;
- Іван Сміт — лікар;
- Серж Теріо[en] — водій автомобіля;
- Джим Левеск — клієнт у кафе.

## Сприйняття
Брендан Келлі з «Variety» високо оцінив візуальну складову фільму, виконання головних ролей, «скупе, але ефективне» використання музичних композицій кумирів Квебеку Роберта Шарлебуа і Жана Лелупа, однак Келлі розкритикував «тонку» сюжетну лінію, сказавши, що в ній «просто немає того, що могло б зацікавити глядачів протягом тривалого часу». «Time Out» також високо оцінив дивовижні візуальні ефекти, проте назвав кінострічку «цікавою, але лише частково вдалою дивиною... яка ніколи не складається в одне ціле». Reelfilm.com дав фільму дві зірки з чотирьох, зазначивши, що це «епізодично захопливий, але здебільшого самовпевнений перший фільм від режисера, який згодом зробить набагато кращі речі».